# St. Marys (Kansas)
Pour les articles homonymes, voir Saint Marys.
St. Marys est une municipalité américaine située dans le comté de Pottawatomie au Kansas. Lors du recensement de 2010, sa population est de 2 627 habitants.

## Géographie
St. Marys est située près des rives de la rivière Kansas au milieu de champs de maïs et de pâturages.
Selon le Bureau du recensement des États-Unis, la municipalité s'étend en 2010 sur une superficie de 1,18 mille carré (3,06 km2), dont une petite portion inhabitée se trouve dans le comté de Wabaunsee.

## Histoire
Au milieu du XIXe siècle, les Potéouatamis furent déplacés depuis la région des Grands Lacs vers le Kansas. Une mission jésuite fut implantée en 1847 ou 1848 sur le site actuel de St. Marys, et devint le centre administratif pour les Potéouatamis locaux. En échange de leurs terres, les amérindiens recevaient trois millions de dollars, versés individuellement et partiellement tous les trois mois. Ces sommes étaient réglées au sein de la Pottawatomie Indian Pay Station, qui faisait partie de la mission catholique. Ce bâtiment, dernier vestige de la mission, est inscrit au Registre national des lieux historiques depuis 1971.

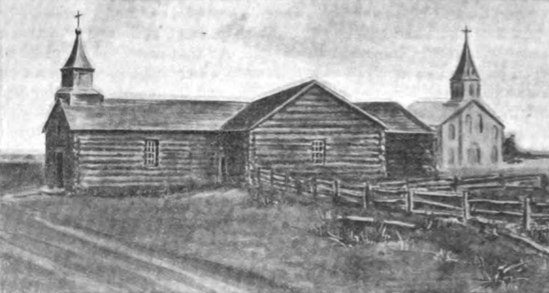
Dessin de la mission en 1851.
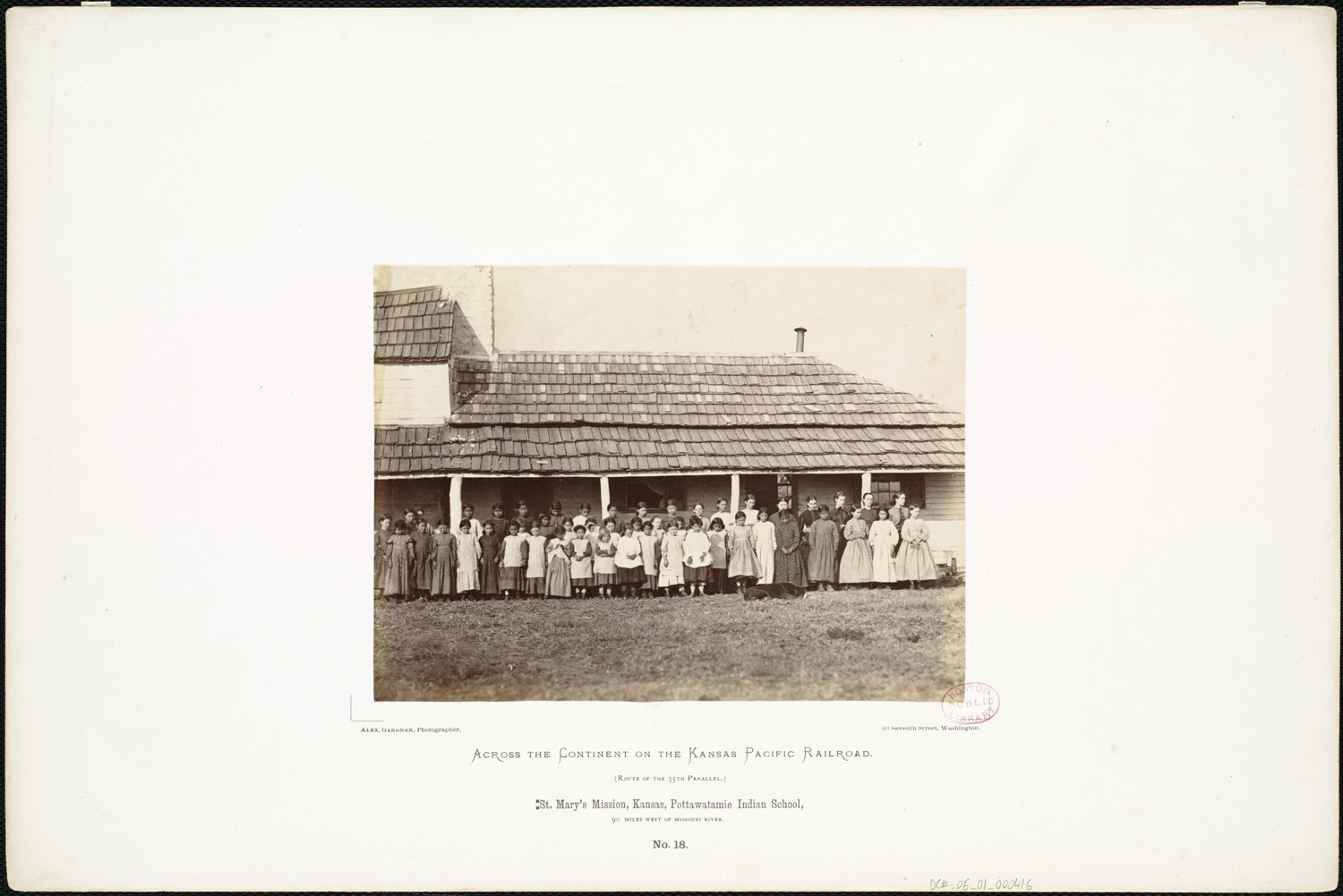
Photographie de la mission en 1867.
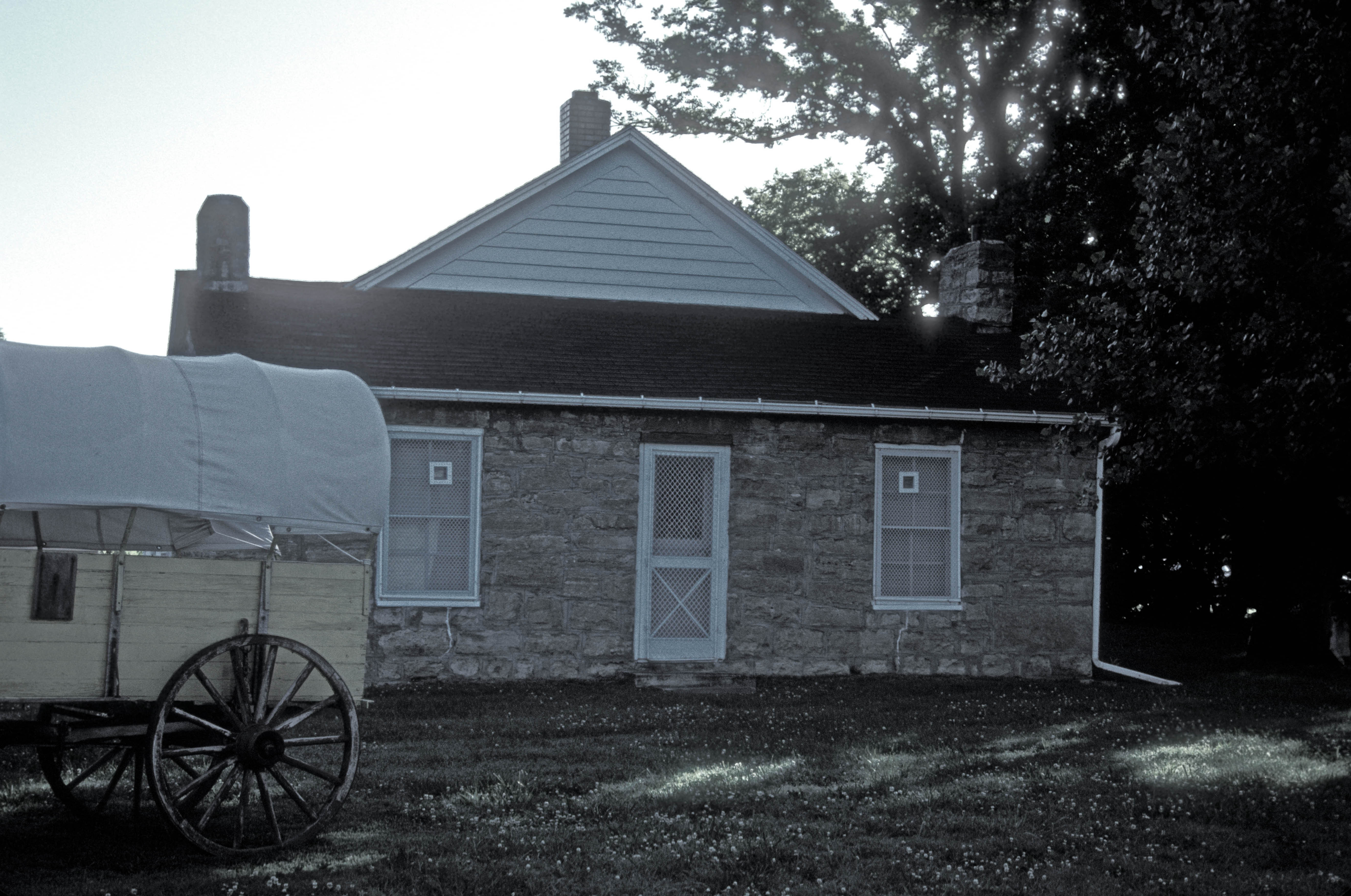
La Pottawatomie Indian Pay Station en 2007.

La ville de St. Marys fut fondée en 1866. Elle tire son nom la mission, elle-même baptisée en l'honneur de la vierge Marie. Elle devint une municipalité en 1869. Le bureau de poste local — ouvert en 1855 sous le nom de Saint Mary's Mission — fut renommé Saint Marys en 1878. Située sur la piste de l'Oregon, la localité vit passer de nombreux voyageurs lors des ruées vers l'or. La ville connut de nombreux incendies destructeurs dans la deuxième moitié du XIXe siècle.

## Démographie
En 1998, The New York Times rapporta que la population de St. Marys était presque exclusivement blanche et chrétienne.
Selon l'American Community Survey de 2018, la population de St. Marys est toujours blanche à plus de 95 %. Par ailleurs, 5,2 % de la population parle une autre langue que l'anglais à la maison, principalement l'espagnol (3,7 %). La ville est aussi particulièrement jeune, avec un âge médian inférieur de dix ans à la moyenne nationale (26 ans contre 37,9 ans).

## Culte
La mission amérindienne devint par la suite une université et un séminaire. Elle ferma ses portes en 1967 avant d'être rachetée dix ans plus tard par la Fraternité sacerdotale Saint-Pie-X ; la St. Mary's Academy & College rouvre en 1978. Cette école traditionaliste propose des cours d'enseignement primaire et secondaire (Academy) et d'enseignement supérieur (College : pour obtenir un associate degree ou un diplôme d'enseignant catholique).
Les principales congrégations religieuses de St. Marys sont donc une église catholique classique et la traditionaliste relevant de la Fraternité sacerdotale Saint-Pie-X. La communauté locale de cette dernière se consacre à la reconstruction de l'église de l'Immaculée (ayant brûlé en 1978). Le projet rebondit finalement en 2019, après bien des années de dons et de levées de fonds, et aboutit à la réalisation de la plus grande église détenue par la fraternité avec pour principale inspiration la basilique Saint-Fidèle située à Victoria.